# Gottfried Kentenich

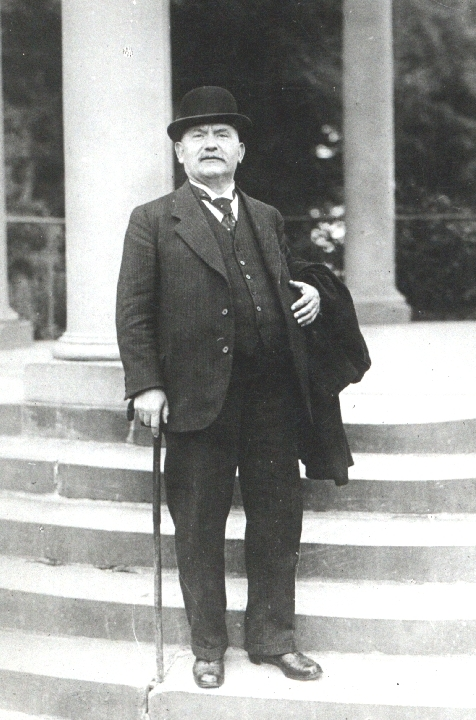
Gottfried Kentenich

Gottfried Kentenich (geboren am 17. Mai 1873 in Bonn; gestorben am 9. Oktober 1939 ebenda) war ein deutscher Historiker und Bibliothekar.

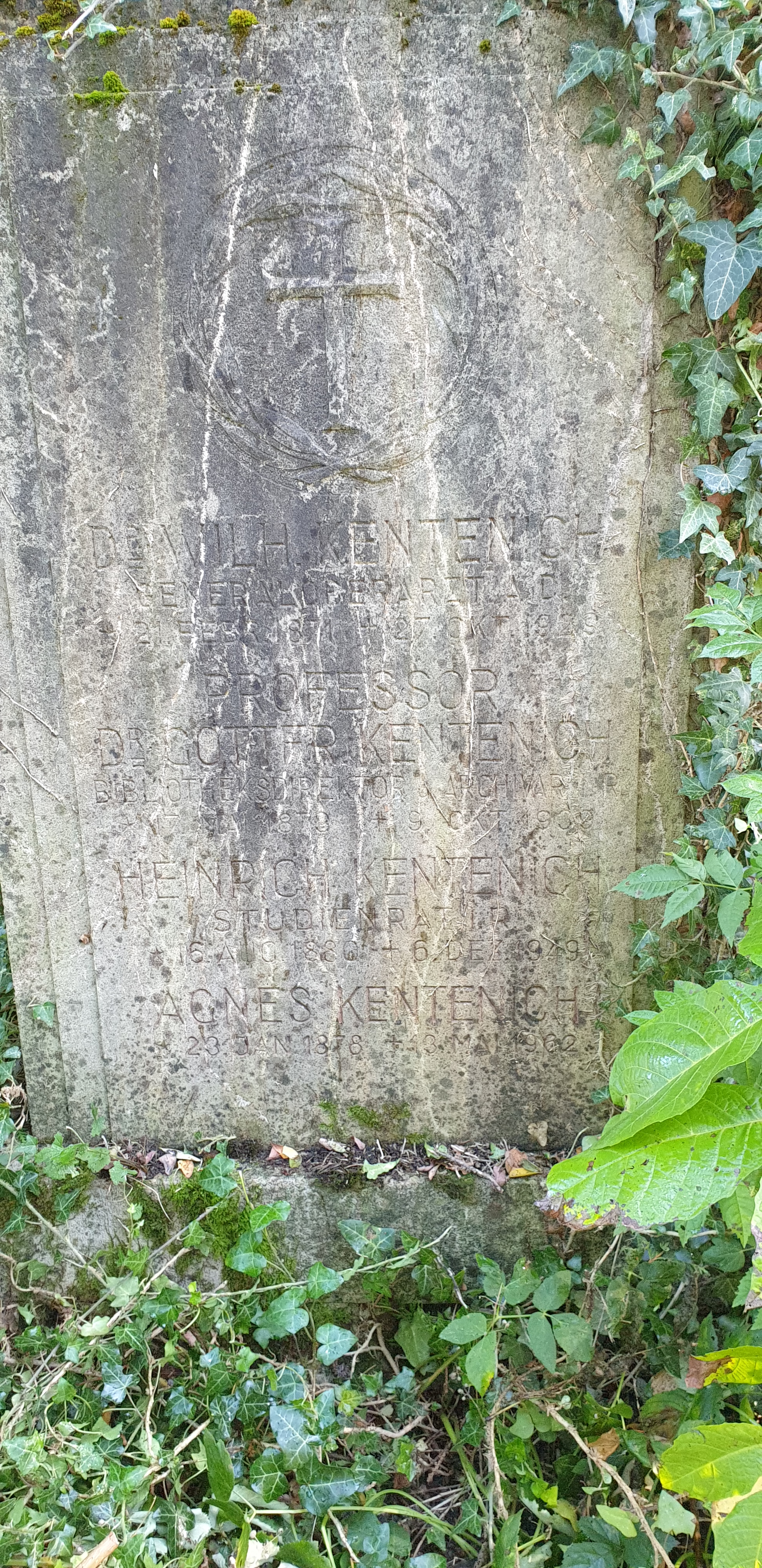
Grab auf dem Poppelsdorfer Friedhof in Bonn

## Leben
Gottfried Kentenich besuchte das Bonner Gymnasium von 1883 bis 1892. Danach studierte er klassische Philologie, Germanistik und Geschichte von 1893 bis 1896 an der Universität Bonn. Er wurde Mitglied des Philologischen Vereins Bonn im Naumburger Kartellverband. Gleichzeitig war er als Gehilfe an der Universitätsbibliothek Bonn tätig. 1896 wurde er an der Universität Bonn promoviert. 1898 legte er die Staatsprüfung für das höhere Lehramt ab und war in Bonn, Trier und Kempen als Gymnasiallehrer tätig. 1901 wurde er Oberlehrer am Trierer Friedrich-Wilhelm-Gymnasium. Einer seiner Schüler war Peter Wust.
1903 wurde er als Nachfolger von Max Keuffer Stadtbibliothekar und Stadtarchivar der Trierer Stadtbibliothek. Er katalogisierte die Stiftung von Franz Xaver Kraus (12.000 Bände). Kentenich wandelte die Bibliothek in eine Gebrauchsbibliothek um, die öffentlich zugänglich wurde. 1915 wurde er zum Professor ernannt. 1934 schied er freiwillig aus dem Dienst. Er lebte nun wieder in Bonn.
Kentenich veröffentlichte 23 selbstständige Bücher und 403 Beiträge in Zeitschriften. Seine  „Geschichte der Stadt Trier von ihrer Gründung bis zur Gegenwart“ ist immer noch ein Standardwerk der Regionalgeschichte.

## Schriften (Auswahl)
- Analecta Alexandrina. Bonn 1896 Digitalisat (Dissertation Universität Bonn)
- Die älteste Urkunde der Stadtgemeinde Trier. In: Neues Archiv der Gesellschaft für Ältere Deutsche Geschichtskunde. 1904, Band 29, S. 476 ff. DigiZeitschriften
- Gottfried Kentenich: Marx, Jakob. In: Allgemeine Deutsche Biographie (ADB). Band 52, Duncker & Humblot, Leipzig 1906, S. 223 f.
- Ein Verzeichnis der Mitglieder des Kölner Domkapitels aus dem 14. Jahrhundert. In: Neues Archiv der Gesellschaft für Ältere Deutsche Geschichtskunde. 1907, S. 240–242. DigiZeitschriften
- Gottfried Kentenich: Dietrich I. (Erzbischof von Trier). In: Allgemeine Deutsche Biographie (ADB). Band 54, Duncker & Humblot, Leipzig 1908, S. 685.
- Gottfried Kentenich: Stramberg, Christian von. In: Allgemeine Deutsche Biographie (ADB). Band 54, Duncker & Humblot, Leipzig 1908, S. 607 f.
- Gottfried Kentenich: Theodorich II., Erzbischof von Trier. In: Allgemeine Deutsche Biographie (ADB). Band 54, Duncker & Humblot, Leipzig 1908, S. 686 f.
- Aus dem Leben einer Trierer Patrizierin. Ein Beitrag zur Kunst- und Wirtschaftsgeschichte der Stadt Trier im 15. Jahrhundert. Lintz, Trier 1909. Dilibri
- Gottfried Kentenich: Werner von Falkenstein. In: Allgemeine Deutsche Biographie (ADB). Band 55, Duncker & Humblot, Leipzig 1910, S. 47 f.
- Gottfried Kentenich: Werner, Diöcesanheiliger des Bisthums Trier. In: Allgemeine Deutsche Biographie (ADB). Band 55, Duncker & Humblot, Leipzig 1910, S. 45 f.
- Gottfried Kentenich: Zell, Friedrich Josef. In: Allgemeine Deutsche Biographie (ADB). Band 55, Duncker & Humblot, Leipzig 1910, S. 415–417.
- Wie das Moselland an Preußen kam. In: Trierische Chronik Nr. 7/8, April–Mai 1914. Dilibri
- Die Entstehung des Landkreises Trier. Eine Einführung in die geschichtliche Heimatkunde des Landkreises Trier. F. Lintz, Trier 1914. (urn:nbn:de:0128-2-5717)
- Max Keuffer und Gottfried Kentenich: Verzeichnis der Handschriften des historischen Archivs (Beschreibendes Verzeichnis der Handschriften der Stadtbibliothek zu Trier 8), Trier 1914. manuscripta mediaevalia
- Die Geschichte der Stadt Trier von ihrer Gründung bis zur Gegenwart. Denkschrift zum hundertjährigen Jubiläum der Zugehörigkeit der Stadt zum preußischen Staat. Lintz, Trier 1915. Dilibri
- Das deutsche Volkslied der Gegenwart. Mit einem Melodienanhang. F. Lintz, Trier 1919. DNB
- Die juristischen Handschriften der Stadtbibliothek zu Trier. Trier 1919. (Beschreibendes Verzeichnis der Handschriften der Stadtbibliothek zu Trier. Heft 9) Dilibri
- Trier, seine Geschichte und Kunstschätze. Kurzer illustrierter Führer. J. Linz, Trier 1924. (2., verb. Aufl. Jacob Lintz, Trier 1933. Dilibri)
- Die Genovefalegende, ihre Entstehung und ihr ältester datierter Text. Trier 1927. Dilibri
- Beethovens deutsche Art und Kunst. Lintz, Trier 1929.
- Kurfürstliche Anfänge am Rhein. Klopp, Berlin 1930. Dilibri
- Trier und das Trierer Land in der Besatzungszeit 1919–1930. 12 Jahre unter der Geißel der Fremdherrschaft. Volksfreund Druckerei, Trier 1930. Dilibri
- Die philologischen Handschriften der Stadtbibliothek zu Trier. Selbstverlag der Stadtbibliothek Trier, Trier 1931. (= Beschreibendes Verzeichnis der Handschriften der Stadtbibliothek zu Trier 10) Dilibri manuscripta mediaevalia